# Samuele Sbrighi
Samuele Sbrighi (Santarcangelo di Romagna, 21 ottobre 1975) è un attore e regista italiano.

## Biografia
Debutta all'età di quattro anni, girando una scena assieme a Roberto Benigni nel film Chiedo asilo (1979), regia di Marco Ferreri. Tra gli otto e i dieci anni gira un paio di spot pubblicitari e fino ai dodici anni studia pianoforte e solfeggio. Nel 1997 si diploma presso l'Accademia d'arte drammatica Antoniana di Bologna.
Dopo alcuni lavori teatrali, nel 2000 è uno dei protagonisti della docu-fiction in ventiquattro puntate, In crociera, in onda su Rete 4. Studia quindi recitazione presso il "Centro di cinema e teatro Duse" di Roma, diretto da Francesca De Sapio. Contemporaneamente prende parte ai film Radio West, regia di Alessandro Valori, e Da zero a dieci, regia di Luciano Ligabue. Nel 2004 dirige La vida es un carnaval, di cui è anche autore, oltre che uno degli interpreti, uscito nelle sale nel 2006.
Successivamente partecipa a varie fiction TV, tra cui: la soap opera CentoVetrine, una puntata della serie TV Carabinieri 5, regia di Sergio Martino, entrambe in onda su Canale 5, L'ultima frontiera, miniserie TV diretta da Franco Bernini e trasmessa da Rai Uno, Crimini dei Manetti Bros., in onda su Rai 2, le miniserie Liberi di giocare, regia di Francesco Miccichè, e Chiara e Francesco, regia di Fabrizio Costa, in onda su Rai Uno nel 2007, Il commissario De Luca, regia di Antonio Frazzi, e il film TV Le ali, regia di Andrea Porporati, queste ultime due fiction in onda nel 2008.
Nell'estate del 2008 e del 2009 è nel cast di Un posto al sole d'estate. Dal settembre 2010 entra nel cast ricorrente della soap opera CentoVetrine, nella quale interpreta l'ispettore dell'Interpol Giacomo Romani. Sul set della soap, conosce quella che poi sarebbe diventata la sua compagna, ovvero l'attrice Sara Zanier, dalla quale il 15 dicembre 2012 ha avuto la sua prima figlia, da cui poi si è separato nel 2018.
Nel 2013 gira per Rai 1 Provaci ancora prof! 5 nei panni di Nino Ballotta, esce al cinema con Una notte agli Studios di Claudio Insegno e gira la serie Forse sono io 2 di Vincenzo Alfieri. Sempre nel 2014 prende parte allo spettacolo diretto da Claudio Insegno Come un Cenerentolo, al fianco di Biagio Izzo, Peppe Barra e della compagna Sara Zanier.
Nel 2016 apre a Santarcangelo di Romagna il Centro di Cinema e Teatro ''La Valigia dell'Attore'', un'accademia di formazione e allenamento per attori e aspiranti tali.

## Filmografia parziale

### Cinema
- Chiedo asilo, regia di Marco Ferreri (1979)
- Voglio stare sotto al letto, regia di Bruno Colella (1999)
- Storia di guerra e d'amicizia, regia di Fabrizio Costa (2001)
- Da zero a dieci, regia di Luciano Ligabue (2002)
- Radio West, regia di Alessandro Valori (2003)
- La vida es un carnaval, regia di Samuele Sbrighi (2006)
- La vera vittoria, regia di Carlo Trevisan – cortometraggio (2007)
- Said, regia di Joseph Lefevre (2008)
- On/Off, regia di Mario Marasco (2011)
- Una notte agli studios, regia di Claudio Insegno (2012)
- Tiro libero, regia di Alessandro Valori (2017)
- La ballata dei gusci infranti, regia di Federica Biondi (2022)
- Diabolik - Ginko all'attacco!, regia dei Manetti Bros. (2023)
- L'Anima Salva, regia di Federica Biondi (2024)
- Tornando a Est, regia di Antonio Pisu (2024)

### Televisione
- Io ti salverò, regia di Mario Caiano – miniserie TV (2001)
- CentoVetrine – soap opera
- Carabinieri 5 – serie TV (2006)
- L'ultima frontiera, regia di Franco Bernini – miniserie TV (2006)
- Chiara e Francesco, regia di Fabrizio Costa – miniserie TV (2007)
- Liberi di giocare, regia di Francesco Miccichè – Miniserie TV (2007)
- Un posto al sole d'estate 3 – soap opera (2008)
- Il commissario De Luca, regia di Antonio Frazzi – miniserie TV (2008)
- Le ali, regia di Andrea Porporati – film TV (2008)
- Un posto al sole d'estate 4 – soap opera (2009)
- Una cattiva madre, regia di Massimo Spano (2010)
- CentoVetrine – soap opera (2010-2012)
- Provaci ancora prof! 5 – serie TV (2013)
- Un passo dal cielo 3 – serie TV, episodio 3x03 (2015)
- Vivere non è un gioco da ragazzi – serie TV (2023)
- Kostas – serie TV (2024)

### Web series
- Interno giorno, regia di Clemente Meucci (2013)
- Forse sono io 2, regia di Vincenzo Alfieri (2014)

## Teatro
- Vegnerà un Cristo, regia di Ninni Bruschetta (2003)
- Le 82 giornate di Civitavecchia, regia di Pino Quartullo (2010)
- Come un Cenerentolo, regia di Claudio Insegno (2014)
- L'amico del cuore, regia di Vincenzo Salemme (2015)